# The Dark Side of the Rainbow
The Dark Side of the Rainbow – também conhecido como Dark Side of Oz ou The Wizard of Floyd – é a junção do álbum The Dark Side of the Moon de 1973 da banda Pink Floyd com o filme The Wizard of Oz de 1939, o que produz inúmeros momentos de aparente sincronicidade em que o filme e o álbum parecem corresponder. O engenheiro de som dos membros do Pink Floyd e do Dark Side of the Moon, Alan Parsons, negou qualquer intenção de conectar o álbum ao filme.

## História
Em agosto de 1995, o Fort Wayne Journal Gazette publicou um artigo de Charles Savage sugerindo que os leitores assistissem ao filme The Wizard of Oz de 1939 enquanto ouviam o álbum The Dark Side of the Moon do Pink Floyd de 1973. Savage disse que a ideia foi compartilhada pela primeira vez em um grupo de notícias online do Pink Floyd. De acordo com Savage, se você começar o álbum enquanto o leão da MGM ruge na tela, “o resultado é surpreendente. É como se o filme fosse um longo videoclipe de arte para o álbum. As letras e os títulos das músicas combinam com a ação e o enredo. A música aumenta e diminui com os movimentos dos personagens... espere ver coincidências suficientes para fazer você se perguntar se tudo foi planejado." No seu artigo de 1995, Savage preferiu começar com o primeiro rugido do leão, mas reconheceu em 2023 que o terceiro rugido já se tinha tornado o ponto de partida habitual.
Exemplos comumente notados de sincronicidade incluem os uivos de Clare Torry em "The Great Gig in the Sky" durante a cena do tornado do filme e o batimento cardíaco final do álbum enquanto Dorothy ouve o coração inexistente do Homem de Lata. Fãs criaram sites sobre a experiência e catalogaram momentos de sincronicidade. Em abril de 1997, o DJ George Taylor Morris discutiu "Dark Side of the Rainbow" em uma rádio de Boston. Em julho de 2000, o canal Turner Classic Movies exibiu O The Wizard of Oz com a opção de sincronizar a transmissão com o álbum usando o canal de áudio SAP. Vários locais organizaram shows do Dark Side of the Rainbow, onde o filme é projetado enquanto uma gravação do álbum é tocada.

## Resposta
Membros do Pink Floyd negaram qualquer conexão entre o álbum e o filme. O guitarrista, David Gilmour, descartou-o como o produto de "alguém com muito tempo livre". O baixista, Roger Waters, disse que era "besteira" e que não tinha "nada a ver" com ninguém que trabalhou no álbum. O baterista, Nick Mason, disse: "É um absurdo absoluto. Não tem nada a ver com O Mágico de Oz. Foi tudo baseado em A Noviça Rebelde." O engenheiro do Dark Side of the Moon, Alan Parsons, também negou qualquer conexão, dizendo que a banda não tinha meios de tocar fitas de vídeo no estúdio no momento da gravação. Ele disse que ficou decepcionado com os resultados quando tentou assistir ao filme enquanto ouvia o álbum e que "se você tocar qualquer disco com o som baixo na TV, encontrará coisas que funcionam".
Os detratores argumentam que o fenômeno é o resultado da tendência da mente de encontrar padrões descartando dados que não se encaixam. O crítico de cinema Richard Roeper publicou sua avaliação do fenômeno, que ele chamou de "Dark Side of Oz". Roeper concluiu que, embora o Pink Floyd pudesse ter os recursos e as habilidades técnicas para produzir uma trilha sonora alternativa para um filme, realizar tal esforço seria impraticável. Roeper também observou que The Dark Side of the Moon é aproximadamente uma hora mais curto que The Wizard of Oz.

## Variações
A fama de Dark Side of the Rainbow levou alguns a procurar sincronicidades entre outros álbuns de outras bandas e filmes de outros diretores. A longa canção do Pink Floyd "Echoes", do álbum Meddle de 1971, foi combinada com "Jupiter and Beyond the Infinite", o quarto ato do filme 2001: A Space Odyssey, de 1968. Tanto a faixa quanto a sequência têm aproximadamente 23 minutos.